# Lepo Sumera
Lepo Sumera (Tallinn, 8 mei 1950 – aldaar, 2 juni 2000) was een Estse componist en muziekdocent. Hij behoorde met Arvo Pärt en Veljo Tormis tot de bekendste naoorlogse Estische componisten. Hij was ook minister van Cultuur van zijn land van 1988 tot 1992, in de tijd van de Zingende revolutie.

## Levensloop
Lepo Sumera bleek al in zijn jeugd muzikaal begaafd. Tussen 1957 en 1964 kreeg hij accordeonles aan de muziekschool in Tallinn, tussen 1964 en 1968 zat hij in die stad op het muziekgymnasium. Daarna ging hij naar het conservatorium in Tallinn (nu de Estische Muziek- en Theateracademie), waar hij eerst studeerde onder Veljo Tormis en later onder Heino Eller. Na Ellers dood in 1970 werd Heino Jürisalu (1930–1991) zijn docent; bij hem studeerde hij in 1973 af.
Tussen 1971 en 1980 werkte hij als geluidstechnicus en muziekproducent voor de Estische radio. In 1972 trouwde hij met de pianiste Kersti Einasto; het paar zou twee dochters en een zoon krijgen. In 1978 werd hij benoemd tot leraar compositieleer aan de Estische Muziek- en Theateracademie. Naast zijn andere werkzaamheden bleef hij dat tot zijn dood in 2000. Vanaf 1993 mocht hij zich professor noemen.
Tussen 1979 en 1982 volgde Sumera een postacademische opleiding aan het Conservatorium van Moskou bij de Russische componist Roman Ledenjov (geboren 1930).
In 1988 en 1989 vervulde hij een gastdocentschap in Darmstadt; in dat laatste jaar was hij ook ‘Composer-in-Residence’ bij het festival ‘New Beginnings’ in Glasgow.
Sumera was tussen december 1988 en april 1992 minister van Cultuur van Estland. In die functie maakte hij het herstel van de Estische onafhankelijkheid mee. Het was een tijd waarin cultuur niet de eerste prioriteit van het land was en Sumera moest werken met een beperkt budget. Sumera zorgde in deze periode voor opheffing van de censuur op kunstuitingen, een wet op het auteursrecht en een reeks verdragen voor culturele uitwisseling met andere landen. In oktober 1991 werd Estland lid van UNESCO, de VN-organisatie voor onderwijs, wetenschap en cultuur.
Na zijn ministerschap, in 1993, werd hij voorzitter van de Estische Bond van Componisten.
Vanaf 1994 hield Sumera zich steeds meer bezig met elektronische muziek. Tussen 1995 en 1999 was hij directeur van de Studio voor Elektronische Muziek van de Estische Muziek- en Theateracademie. Hij verbleef regelmatig in Karlsruhe bij het Zentrum für Kunst und Medientechnologie, waar hij ook colleges gaf.
Lepo Sumera kreeg in 1997 problemen met zijn hart. In 2000 overleed hij op 50-jarige leeftijd aan hartfalen in Tallinn.

## Oeuvre
De eerste compositie waarmee Sumera de aandacht trok, was In Memoriam uit 1972, een eerbetoon aan zijn leermeester Heino Eller, die in 1970 overleden was. Dit stuk was het eerste in een reeks werken voor symfonieorkest. Daaronder waren zes symfonieën. In de vijfde symfonie maakte Sumera gebruik van aleatoriek. De zesde symfonie voltooide hij twee maanden voor zijn dood. Ze werd voor het eerst uitgevoerd op zijn vijftigste verjaardag, een maand voor zijn dood.
Hij schreef ook concerten voor piano, harp, fluit en cello met orkest en een concert voor piano, sopraansaxofoon, slaginstrumenten en orkest. Bovendien heeft Sumera zes balletten, een kameropera en filmmuziek op zijn naam staan.
Sumera schreef ook kamermuziek (soms voor ongebruikelijke combinaties, zoals een kwartet voor fluit, klarinet en twee piano’s en een trio voor fluit, basklarinet en piano), pianostukken, koorwerken en een klein aantal liederen. Een bekend stuk voor koor is zijn ‘Paddenstoelcantate’ (Estisch: Seenekantaat, geschreven in de jaren 1978-1983), waarvan de tekst uit Latijnse namen voor paddenstoelen bestaat. Hij maakte ook een versie voor basstem en blaaskwintet.
Veel muziek van Sumera doet denken aan de minimalistische muziekstroming. Hij ontleende zijn ideeën echter niet aan de minimalistische componisten uit het westen (wier muziek in het Estland van vóór 1990 niet uitgevoerd mocht worden), maar aan de eeuwenoude Estische Runo-liederen, liederen waarin een verhaal afwisselend door twee partijen wordt verteld, met veel alliteraties en bezwerende herhalingen.
Al in 1980 schreef Sumera twee delen Olümpiamuusika (‘Olympische Muziek’) voor symfonieorkest en geluidsband. Naarmate zijn carrière vorderde, raakte hij steeds meer geïnteresseerd in elektronische muziek. Hij stichtte de Studio voor Elektronische Muziek aan de Estische Muziek- en Theateracademie en fungeerde tot een jaar voor zijn dood als directeur van dat instituut. In 1997, toen zijn hart het begon te begeven, moest hij een echocardiogram laten maken. Hij was gefascineerd door de apparatuur en maakte twee jaar later het multimediale werk Südameasjad (‘Hartzaken’) met fluit, sopraansaxofoon, cello, slagwerk, geluidsband, videoband, en elektronisch gegenereerde live beelden en geluiden. Daarbij maakte hij ook gebruik van een echocardiogram – overigens niet, zoals vaak wordt gedacht, van zijn eigen hart, maar van een gezond hart.
Sumera is diverse malen onderscheiden. Zo won hij met vier van zijn zes symfonieën en ook met Südameasjad een prijs.

## Een selectie uit Sumera’s werken

### Voor orkest
- In Memoriam (1972)
- Symfonie nr. 1 (1981)
- Pikseloits (‘Bezwering van de donder’, 1983)
- Symfonie nr. 2 (1984)
- Symfonie nr. 3 (1988)
- Concert voor piano en orkest (1989)
- Musik für Karlsruhe im Barockstil (‘Muziek voor Karlsruhe in Barokstijl’) voor harp en strijkorkest (1989)
- Symfonie nr. 4, Serena borealis (‘De sereniteit van het noorden’, 1992)
- Hobuste ballett (‘Ballet van paarden’, 1992)
- Musica tenera (‘Tedere muziek’, 1992)
- Symfonie nr. 5 (1995)
- Concert voor cello en orkest (1998-1999)
- Concerto grosso voor sopraansaxofoon, slagwerk, piano en symfonieorkest (2000)
- Symfonie nr. 6 (2000)

### Koormuziek
- Seenekantaat (‘Paddenstoelencantate’, 1978-1983)
- Laulupeo tuli (‘De vlam van het zangfeest’, 1985)
- Kolm sonetti (‘Drie sonnetten’ (van Shakespeare), 1996)

### Kameropera
- Olivia meistriklass (‘Olivia’s masterclass’, 1997)

### Kamermuziek
- Muusika kammerorkestrile (‘Muziek voor kamerorkest’, 1977)
- Pantomime voor oude muziekinstrumenten (1981)[1]
- Strijkkwartet (1995)
- ‘Scenario’ voor fluit, basklarinet en piano (1995)
- Meie! (‘Wij!’) voor vier slagwerkers (2000)

### Elektronische muziek
- Music for Glasgow for chamber orchestra, computer and synthesizer (‘Muziek voor Glasgow voor kamerorkest, computer en synthesizer’, het resultaat van een leerproject met schoolkinderen uit de regio Strathclyde, 1989)
- Mäng kahele (‘Spel voor twee’) voor viool, slagwerk en live elektronica (1992)
- Dracula ja Zombie laps (‘Het kind van Dracula en de Zombie’) voor renaissance-instrumenten en live elektronica (1993)
- Südameasjad (‘Hartzaken’, 1999)

## Het Lepo Sumera Genootschap
Op 21 oktober 2000, kort na het overlijden van de componist, stichtten vrienden en collega’s van Sumera, onder wie de componisten Eino Tamberg en Erkki-Sven Tüür en de dirigenten Paavo Järvi en Tõnu Kaljuste, het Lepo Sumera Genootschap (Estisch: Lepo Sumera Ühing).
In de jaren daarna heeft het genootschap een groot aantal concerten met muziek van Sumera georganiseerd en een aantal cd’s met zijn muziek uitgegeven. Ook heeft het een Sumera-archief ingericht bij het Estische Museum voor Theater en Muziek en een paar maal een competitie voor beginnende componisten gehouden.

## Noot
1. ↑  Dit stuk was geschreven voor Hortus Musicus Tallinn, een ensemble voor oude muziek.

- Bibliothèque nationale de France: cb14832803f (data)
- CiNii: DA10855297
- Gemeinsame Normdatei: 124543758
- International Standard Name Identifier: 0000 0000 8184 3026
- Library of Congress Control Number: n92076730
- Nationale Bibliotheek van Letland: 000116180
- MusicBrainz: 3dcd943c-62e2-4862-bf9f-7d13cac5173e
- Nationale Bibliotheek van Tsjechië: xx0125766
- Nationale Bibliotheek van Israël: 987007405082205171
- Nederlandse Thesaurus van Auteursnamen: 154843636
- Système universitaire de documentation: 161598501
- Virtual International Authority File: 115665333
- WorldCat: E39PBJhRD4qH9RFmV8GGQq7j4q